# Cyrtandra consimilis
Cyrtandra consimilis är en tvåhjärtbladig växtart som beskrevs av Spencer Le Marchant Moore. Cyrtandra consimilis ingår i släktet Cyrtandra och familjen Gesneriaceae. Inga underarter finns listade i Catalogue of Life.